# Euphorbia craspedia
Euphorbia craspedia är en törelväxtart som beskrevs av Pierre Edmond Boissier. Euphorbia craspedia ingår i släktet törlar, och familjen törelväxter. Inga underarter finns listade i Catalogue of Life.